# Carl-Olof Anderberg
Carl-Olof Anderberg, egentligen Karl Olof, född 13 mars 1914 i Stockholm, död 4 januari 1972 i Malmö, var en svensk avantgardistisk tonsättare, pianist och dirigent. Han var son till Adolf Anderberg.

## Biografi
Anderberg bedrev från 1936 studier i komposition i Stockholm, Köpenhamn, Paris, London, Salzburg och Wien, pianostudier för Olof Wiberg i Stockholm och lärde sig att dirigera vid Mozarteum i Salzburg. 
Debuten som pianist skedde 1934, då han framförde den egna kompositionen Concertino. Anderberg var 1939-1942 och 1949-1950 verksam som kapellmästare vid Hippodromen i Malmö. Han grundade 1946 Malmö kammarorkester, som han dirigerade fram till 1950. Därefter levde han i Malmö som tonsättare och komponerade fram till 1955 musiken till tio svenska spelfilmer. Han framträdde som pianist och dirigerade egna verk, samt var ledare för gruppen MEF (Musik - Elektronik - Fonetik) och arbetade från 1956 i en egen musikstudio.   
Musikaliskt var Anderberg till en början franskinspirerad, men på 1950-talet närmade han sig tolvtonsmusiken och studerade framför allt Arnold Schönbergs pianomusik. En stor del av kompositionerna har litterär inspiration. Hur hans musiksyn utvecklades kan följas i essäsamlingen Hän mot en ljudkonst (1961). 
Från 1940 och några år framåt var han gift med skådespelaren Lizzy Stein (1908–1989). Han är begravd på Limhamns kyrkogård.

## Verk i urval
- A New York sonata
- Acroama I op.57
- Acroama II op.58
- Als hätt' ich vier Hände op.60
- Ansiktets övre halva op.67
- Barabbas : Symfonisk svit
- Bewegungen : Klavierstück op.61b
- Cyclus stellarum : Svit nr 1
- Cyclus stellarum : Svit nr 2
- Dubbelspel (Legering) op.69
- Duo för flöjt och piano op.39
- Duo för violin och piano nr 3 (Wajang) op.64
- East and West. Konsertuvertyr
- Fantasia för piano
- Fantasia op.33 b
- Fantasie över en skånsk allmogevisa
- Fem sånger
- Fossil inskrift op.48 : Vers 2
- Fyra legeringar
- Fyra pianostycken
- Fyra seriösa capricer
- Fyra sånger op.47
- För en gammal spinett av Gustav Lanke
- För oss skall havet aldrig uppenbaras
- Heiteres Stück
- Heraldisk spegling
- Hexafoni op.53
- Höstens hökar Variationer på variationer
- Konsert för en balett op.70
- Konsert för piano och orkester op.66
- Liten orgelmusik op.49
- Louisiana
- Lyriska sekvenser op.52
- Musik för kammarorkester no 2. Rådhuskonsert
- Orkesterspel II op.68
- Pastorala danser
- Polka för piano solo
- Puzzle : Skådespelsmusik Svit
- Sechs kleine Wiener Reminiszenzen
- Serenad
- Sju körsånger a cappella
- Skiamachia. Fantasi op.51
- Snölegend
- Soldier's music. Sonata marziale
- Solo für Marco Polo
- Sonat för violoncell och piano nr 1
- Spanskt intermezzo
- Spel på strängar. Fantasi
- Stråkkvartett nr 2
- Strändernas svall : Profan kantat op.55
- Symfonisk fantasi op.20
- Teater : Svit
- Three estampies
- Tre stycken
- Triad op.46
- Trois bagatelles par Xen Cripman
- Tscherkessische Juxerei
- Un peu sentimental par Gustaf Lanke
- Vier unabhängige Stücke op.63
- Violakonsert

## Filmmusik i urval
- 1955 – Resa i natten
- 1954 – Café Lunchrasten
- 1953 – Kvinnohuset
- 1952 – Möte med livet
- 1952 – Ubåt 39
- 1952 – Hon kom som en vind
- 1948 – Främmande hamn
- 1944 – En dag skall gry
- 1943 – Sonja
- 1943 – Natt i hamn